# Isodontia exornata
Isodontia exornata är en biart som beskrevs av Charles Henry Fernald 1903.
Isodontia exornata ingår i släktet Isodontia och familjen grävsteklar. Inga underarter finns listade i Catalogue of Life.